# Horcias
Horcias is een geslacht van wantsen uit de familie van de Miridae (Blindwantsen). Het geslacht werd voor het eerst wetenschappelijk beschreven door William Lucas Distant in 1884.

## Soorten
Het genus bevat de volgende soorten:

- Horcias acreanus Carvalho, 1976
- Horcias albiventris Distant, 1904
- Horcias aspersus Carvalho, 1976
- Horcias bahianus Carvalho, 1976
- Horcias binigrinus Carvalho, Costa & Cherot, 2000
- Horcias bolivianus Carvalho, 1976
- Horcias carajasensis Carvalho, 1987
- Horcias carmelitanus Carvalho, 1976
- Horcias centralis Carvalho, 1976
- Horcias chapadensis Carvalho & Costa, 1991
- Horcias chiriquinus Distant, 1884
- Horcias decoratus Distant, 1884
- Horcias guapeanus Carvalho, 1976
- Horcias hexavittatus Carvalho, 1976
- Horcias incaicus Carvalho, 1976
- Horcias juinensis Carvalho & Costa, 1991
- Horcias lacteiclavus Distant, 1904
- Horcias lineifer Carvalho, 1976
- Horcias mexicanus Distant, 1893
- Horcias minensis Carvalho, 1976
- Horcias multilineatus Hernandez & Henry, 2010
- Horcias niger (Carvalho & Costa, 1993)
- Horcias notatus Distant, 1884
- Horcias oestensis Carvalho & Costa, 1991
- Horcias ouropretanus (Carvalho, 1989)
- Horcias paranaensis Carvalho, 1976
- Horcias pentheri Reuter, 1907
- Horcias plagosus Distant, 1884
- Horcias punctatus Carvalho, 1976
- Horcias scutellatus Distant, 1884
- Horcias thoracicus Distant, 1884
- Horcias unicolor Distant, 1884
- Horcias variegatus Distant, 1884
- Horcias vittatus Carvalho, 1976
- Horcias vittiger Reuter, 1908